# Burg Rabenstein (Oberfranken)
Burg Rabenstein ist eine hochmittelalterliche Spornburg in der Gemeinde Ahorntal im oberfränkischen Landkreis Bayreuth.

## Geographische Lage
Die Höhenburg befindet sich im Naturpark Fränkische Schweiz-Veldensteiner Forst auf einem felsigen Bergsporn auf etwa 420 m ü. NHN, über dem Tal des Ailsbaches in der Fränkischen Schweiz, 6,5 Kilometer nordwestlich von Pottenstein. In Fußreichweite der Burg befindet sich mit der Sophienhöhle eine Tropfsteinhöhle.
In der Nähe der Burg Rabenstein befanden sich noch einige weitere Burgen, auf der gegenüberliegenden Talseite liegt der vermutliche Burgstall Brunn- oder Rabenloch, etwas weiter das Ailsbachtal aufwärts befand sich die ehemalige Burg Ahorn, die heutige Einöde Klausstein, ihr gegenüber befindet sich der mutmaßliche Burgstall Hohenloch über der Ludwigshöhle, ailsbachtalabwärts liegt der Burgstall Alte Veste und auch in dem Ort Oberailsfeld stand eine kleine Burg, die Burg Ailsfeld auf einem Felsen im Tal.
In westlicher Richtung, über dem Tal der Wiesent, steht die Burg Rabeneck, vermutlich ebenfalls eine Gründung der Rabensteiner.

## Geschichte der Burg Rabenstein

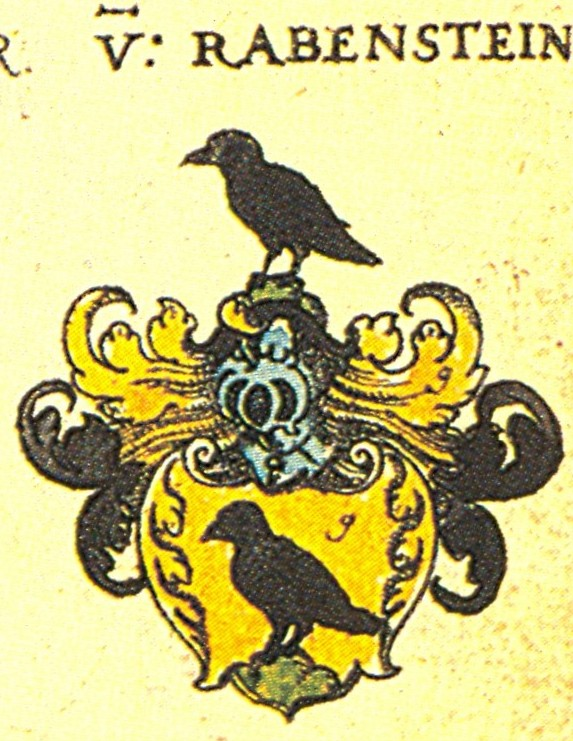
Wappen der Familie von Rabenstein nach Siebmachers Wappenbuch

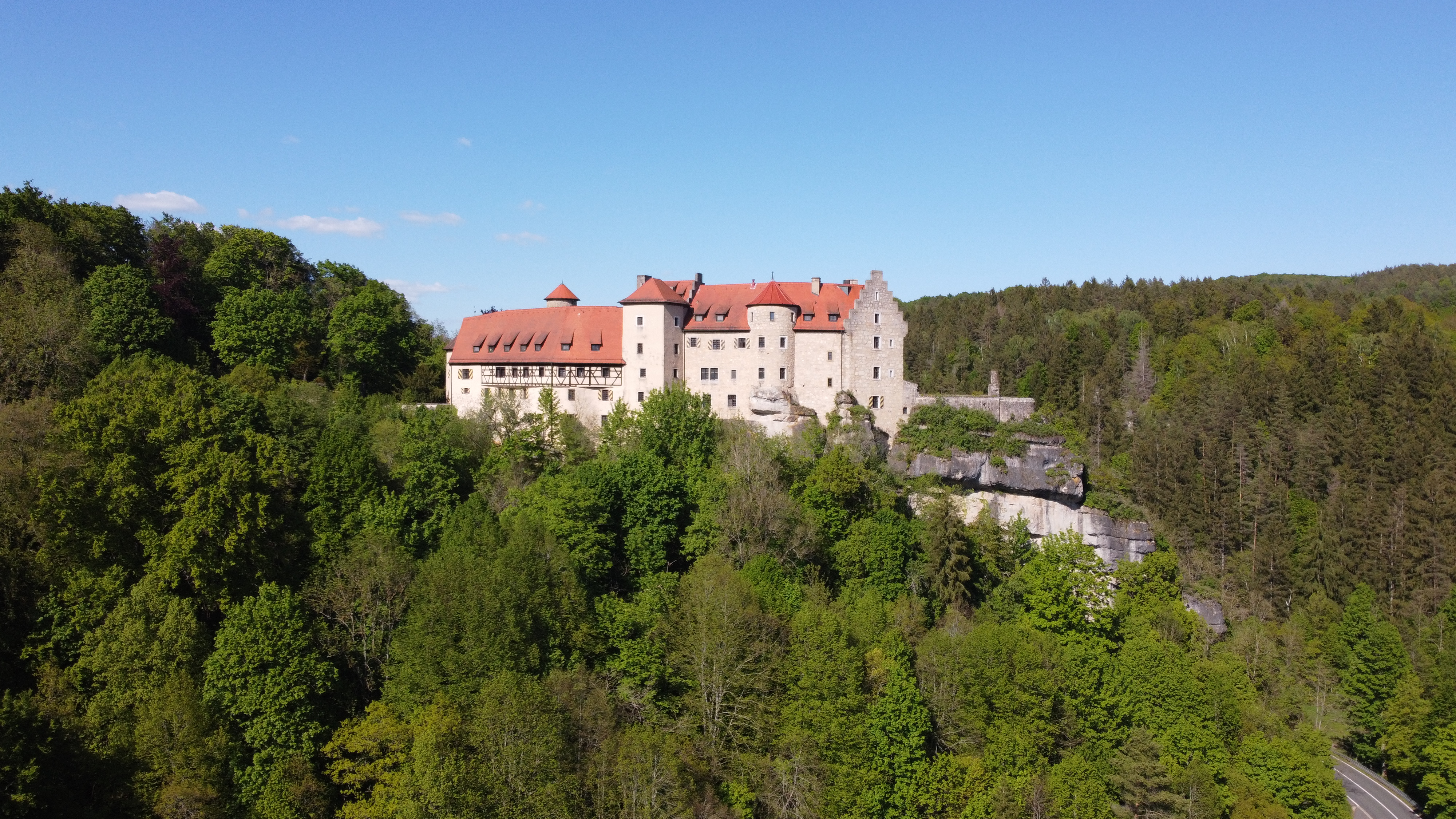
Burg Rabenstein von Westen

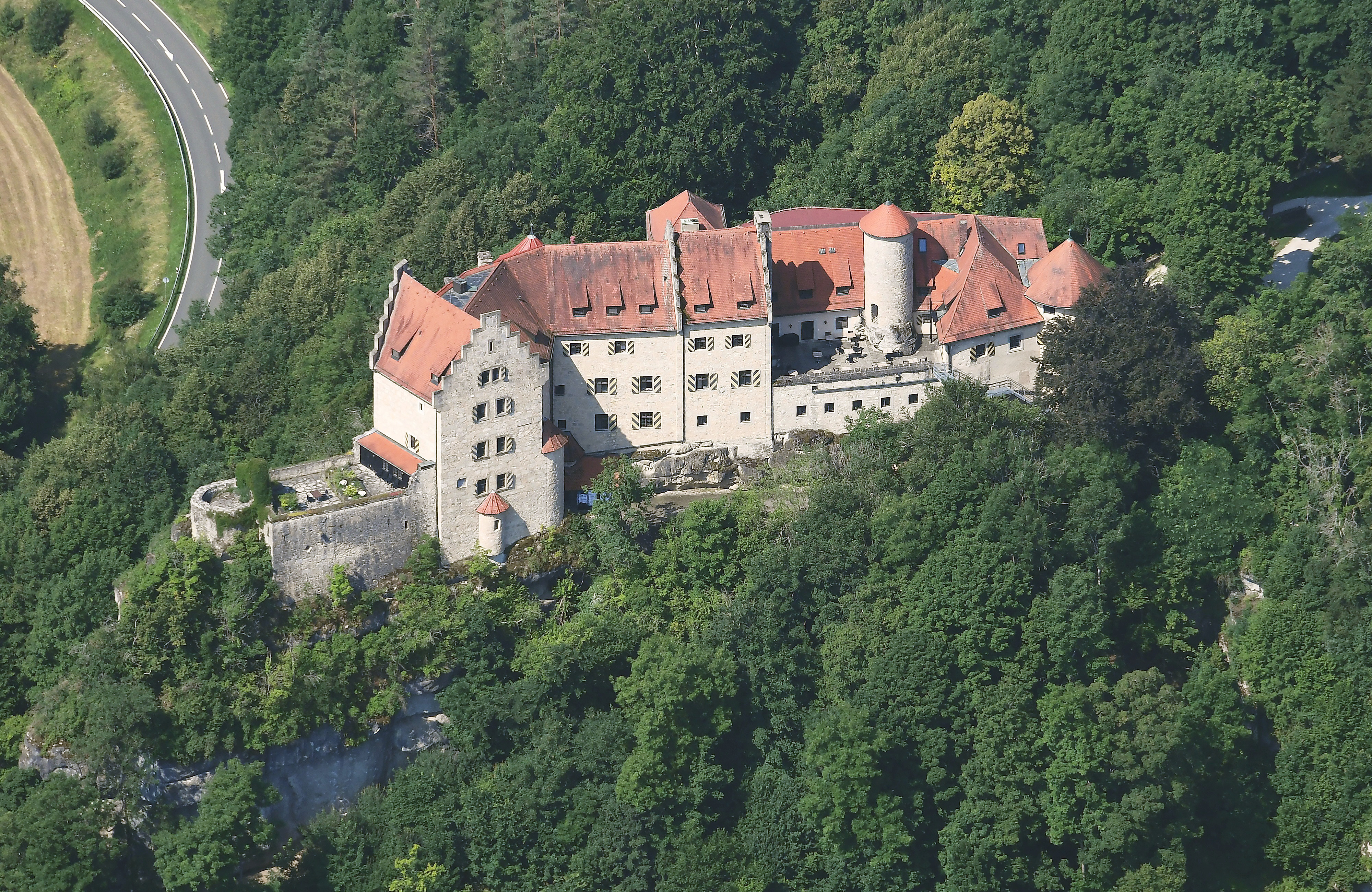
Burg Rabenstein von Osten, Luftbild

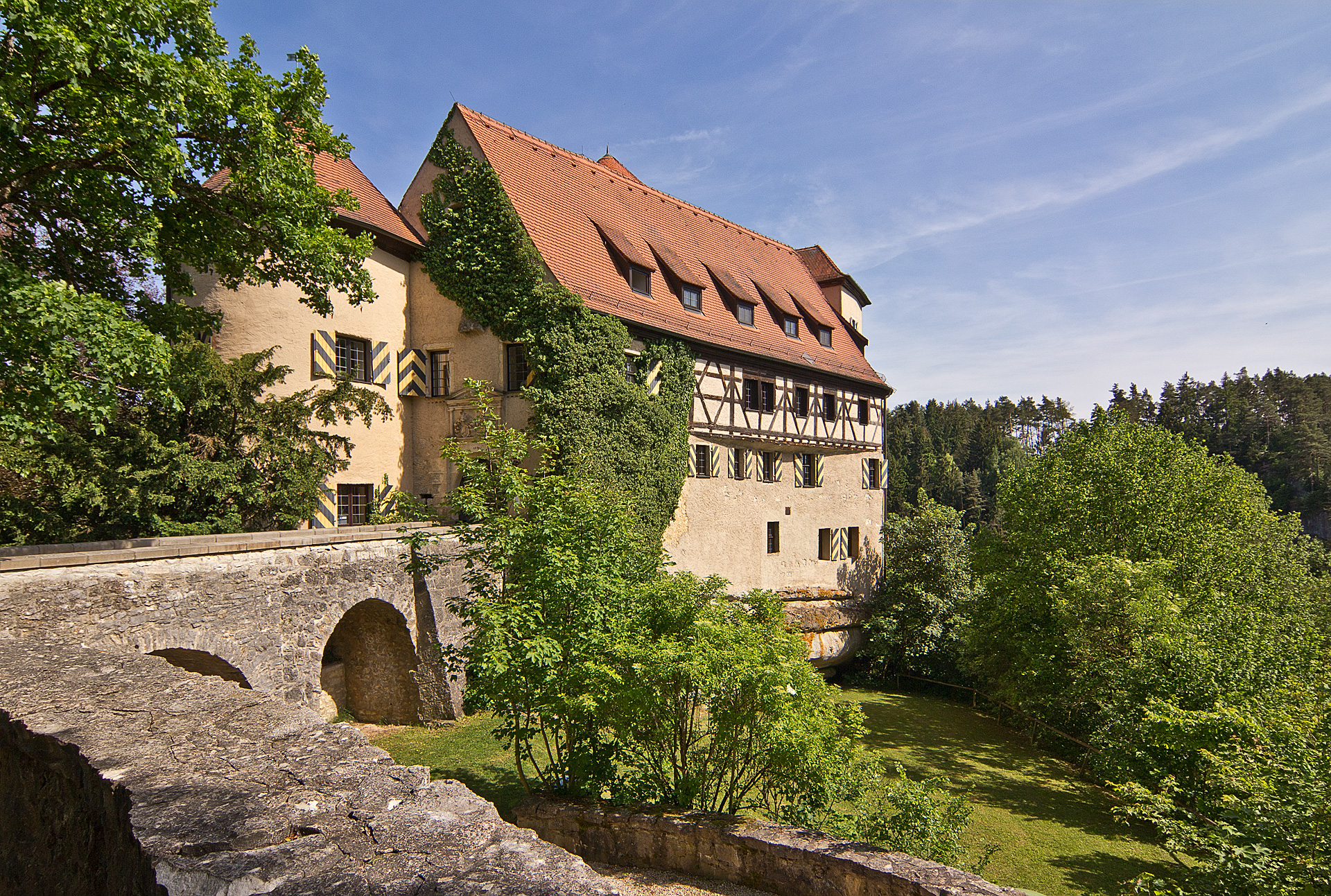
Ansicht von Nordwesten

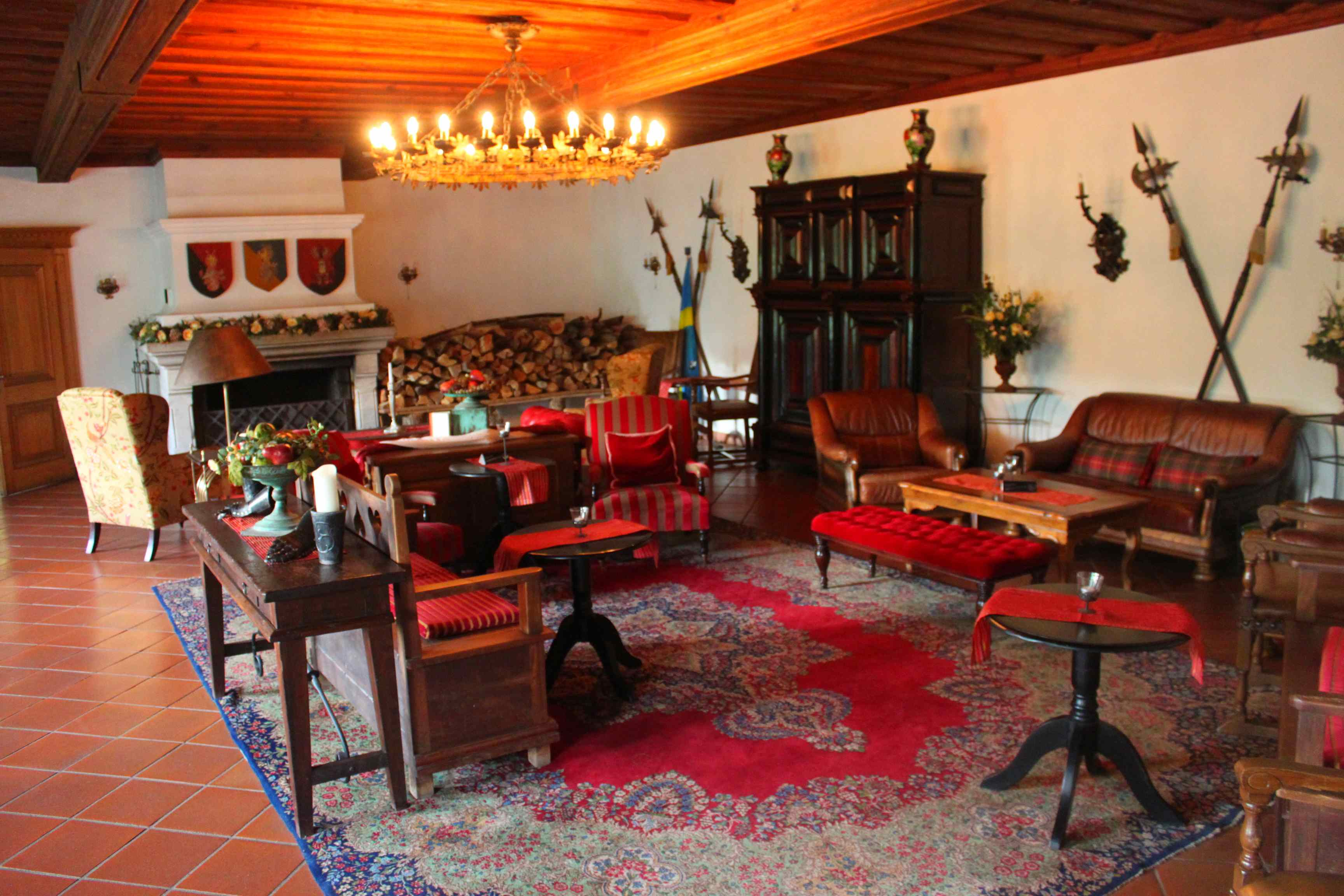
Innenräumlichkeiten der Burg

Die ältesten Teile der Burg entstanden im ersten Viertel des 12. Jahrhunderts in der Herrschaft Waischenfeld. Zur gleichen Zeit ist das Ministerialengeschlecht Rabenstein, das als Erbauer der Burg gilt und den Raben im Wappen führte, im Dienste der Edlen von Waischenfeld dokumentiert. Anfang des 13. Jahrhunderts wurde die Vorburg ausgebaut. Während der nächsten Jahrhunderte wechselten Besitzer und Bewohner der Burg, darunter die Familie von Schlüsselberg und die Burggrafen von Nürnberg. Im Jahr 1450 wurde die Burg im Ersten Markgrafenkrieg zerstört und ab 1489 durch Konz von Wirsberg wieder aufgebaut.
Im Jahr 1557 ging die Burg an die zum Adelsgeschlecht aufstrebenden „von Rabenstein“, die damit ihren Stammsitz zurückerwarben. Daniel von Rabenstein baute die Burg 1570 erneut um, wobei die ehemalige Vorburg mit der Hauptburg verschmolzen wurde.
Im Dreißigjährigen Krieg wurde die Burg erneut durch kaiserliche Truppen vollständig zerstört, da der Burgherr Hans Christoph von Rabenstein auf Seiten der Schweden stand. Nach dem Krieg wurden zwischen 1648 und 1728 neben dem Wirtschaftshof lediglich kleinere Gebäude wiederhergestellt.
1742 starb das Geschlecht der von Rabenstein aus und die Burg ging an die Grafen von Schönborn-Wiesentheid, die die Burgruine 1829/30 für einen Königsbesuch von Ludwig I. umgestalteten.

## Nutzung
In der jüngsten Vergangenheit wurde die Burg als Hotel für Veranstaltungen und Tagungen ausgebaut. Die Burg ist seit 2004 in der Hand der Burg Rabenstein Event GmbH. Neben der Burg befinden sich eine auch im Forschungs- und Lehrbereich tätige Falknerei mit über 80 Greifvogelarten und eine Gutsschenke mit Biergarten. Die Spornburg kann gegen Eintrittsgebühr besichtigt werden. Regelmäßig finden an zwei Wochenenden im Sommer auch ein Mittelaltermarkt auf dem Gelände statt, bei dem es sich, laut Veranstalter (Burg Rabenstein Event GmbH) um den größten seiner Art in Nordbayern handelt. 

## Historische Abbildungen

Die Burg Rabenstein in historischen Abbildungen
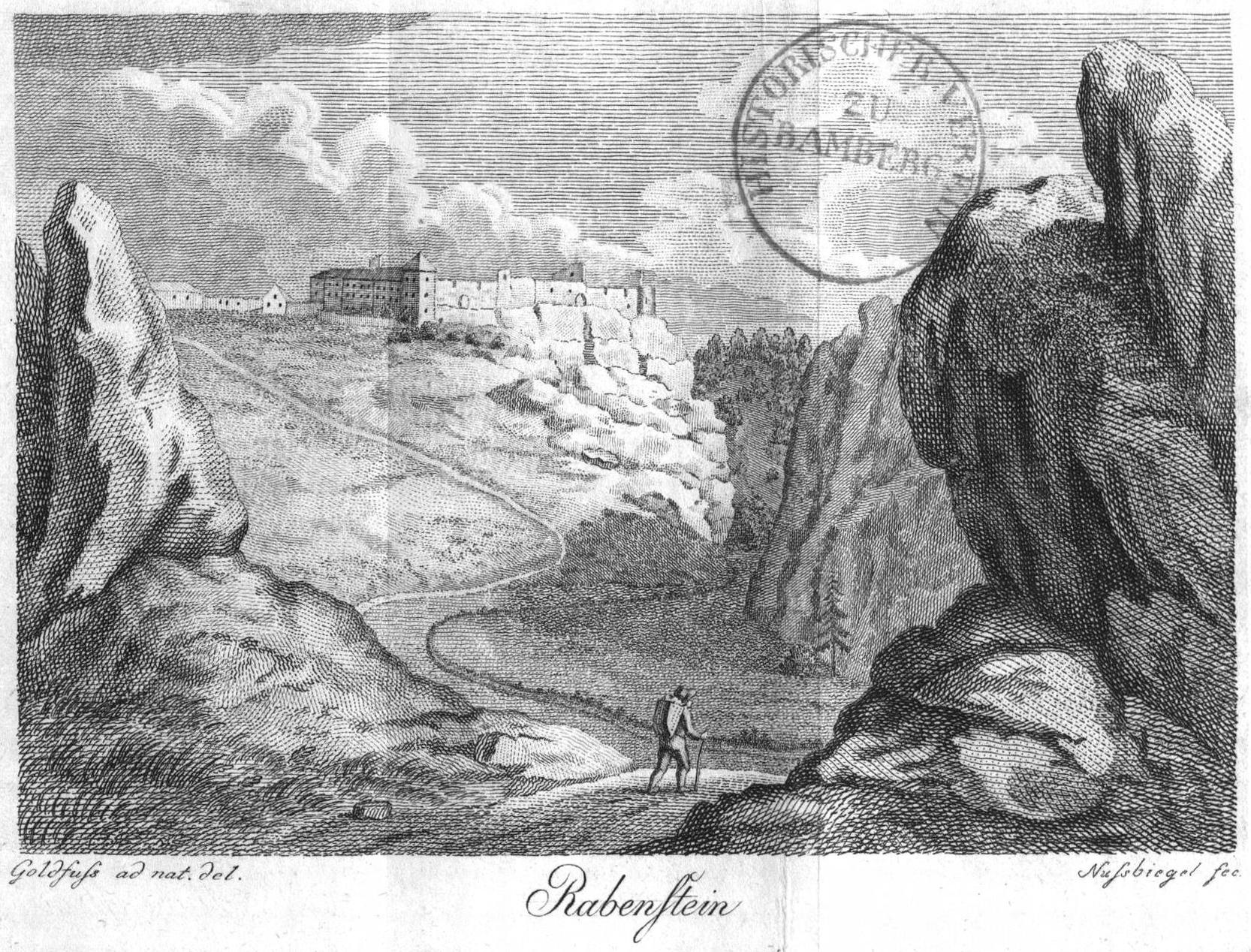
Stahlstich (1810) von Johann Nussbiegel
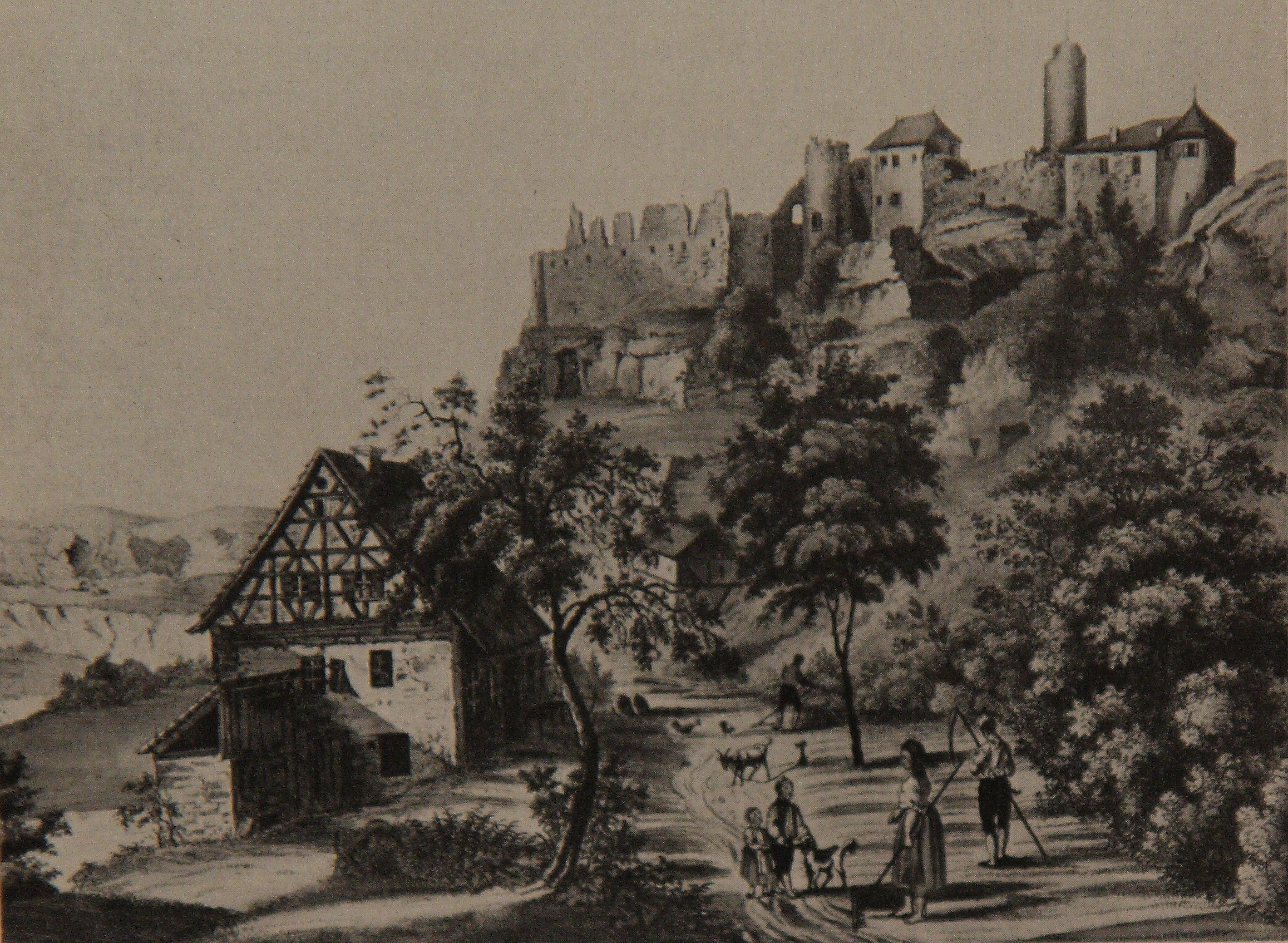
Radierung (1829) von Felix Grünewald
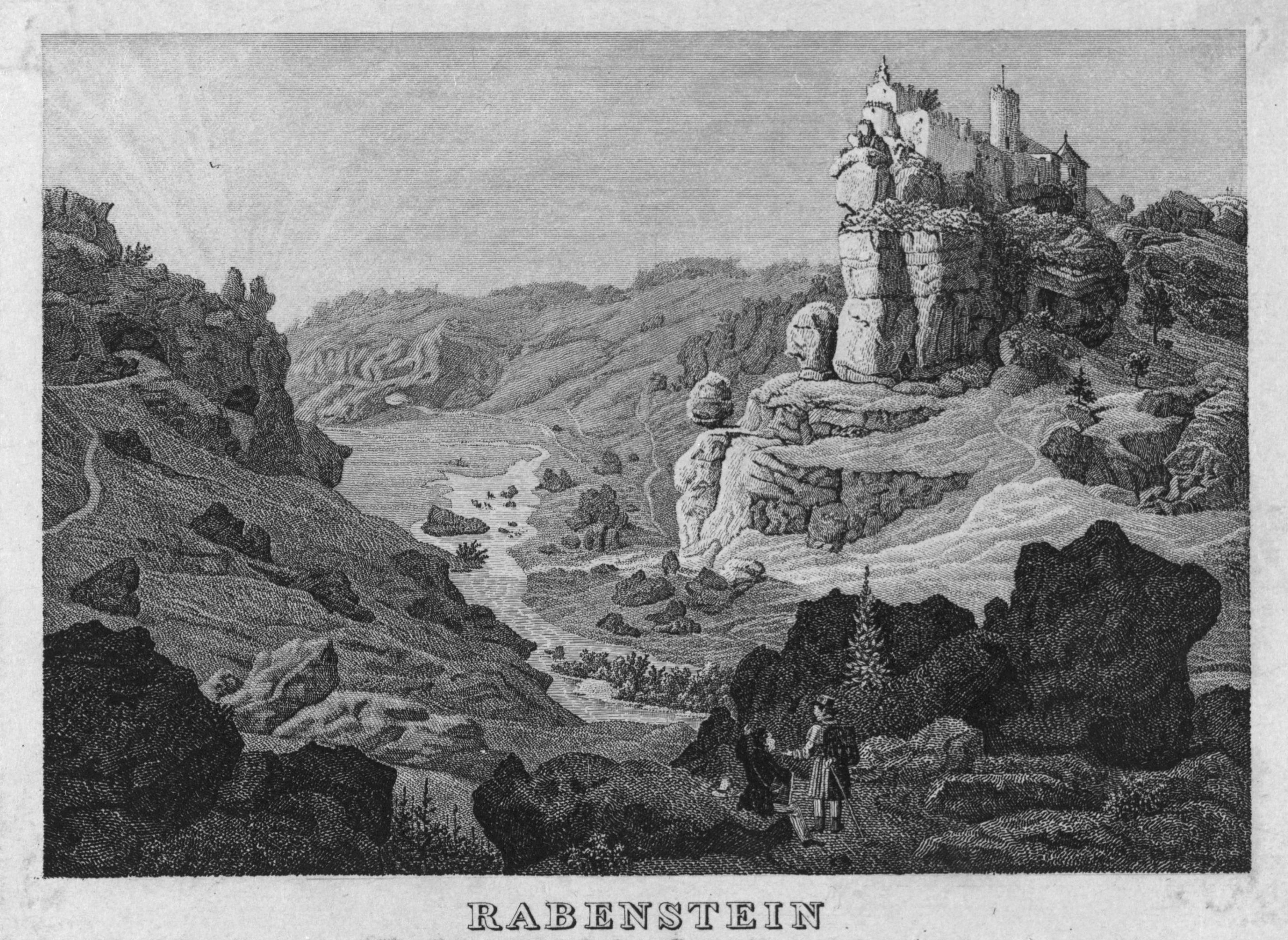
Stahlstich (1834) von Conrad Wießner

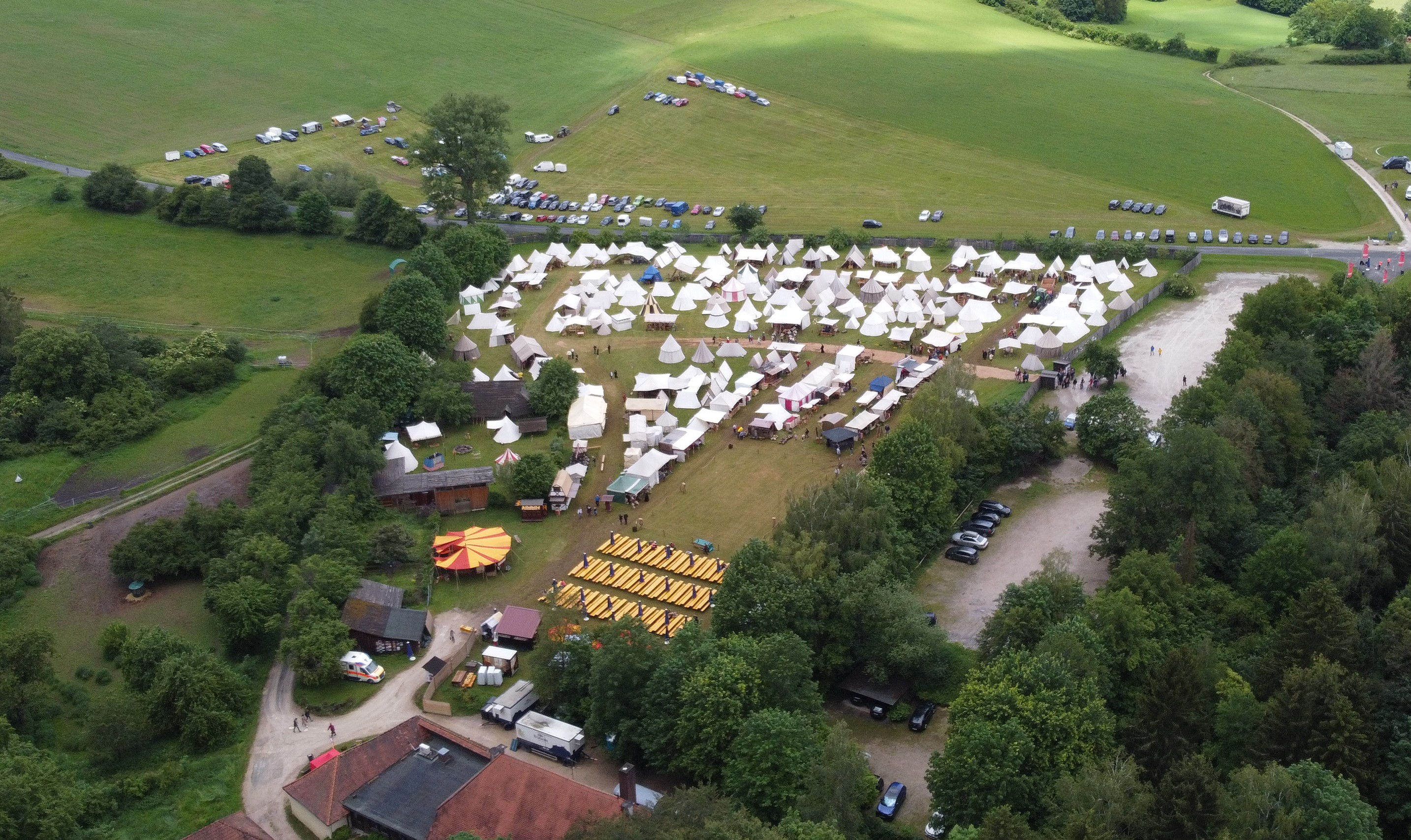
Mittelaltermarkt Rabenstein, Luftbild (Mai 2024)

## Trivia
- Die Burg ist einer der Hauptschauplätze für das interaktive PC-Spiel Gabriel Knight: The Beast Within[6].
- Von April bis Mai 2013 entstand auf der Burg Rabenstein und Umgebung der Film Die Dienstagsfrauen – sieben Tage ohne[7]